# GNU Wget
GNU Wget o Wget és un programa lliure que permet descarregar, en el disc dur d'un ordinador personal, el contingut d'una adreça d'Internet. El seu nom deriva de l'acrònim www i de la paraula anglesa get (obtenir). Actualment, el programa accepta els protocols HTTP, HTTPS i FTP.
Entre les seves funcions s'inclouen la descàrrega recursiva, la conversió d’enllaços per a la visualització fora de línia d’HTML local i la compatibilitat amb proxies. Va aparèixer el 1996, coincidint amb el boom de popularitat del web, provocant un ampli ús entre els usuaris d'Unix i la distribució amb la majoria de les principals distribucions de Linux. Escrit en portàtil Llenguatge C, Wget es pot instal·lar fàcilment en qualsevol sistema similar a Unix. Wget s'ha portat a Microsoft Windows, macOS, OpenVMS, HP-UX, AmigaOS, MorphOS i Solaris. Des de la versió 1.14 Wget ha estat capaç de desar la seva sortida en el format WARC estàndard d’arxiu web.

## Funcionament
L'ús més elemental de Wget és passant com argument una o més adreces d'Internet o URL per descarregar un arxiu:
```
# Descarregar la pàgina inicial d'una web
# Per defecte és l'arxiu "index.html".
wget http://www.web.cat/

```

```
# Descarregar el codi font del programa Wget 
wget ftp://ftp.gnu.org/pub/gnu/wget/wget-1.10.2.tar.gz

```

També és possible baixar tot el contingut d'una adreça d'internet, incloent arxius d'imatges o vídeos i mantenint els enllaços actius:
```
# Descarregar tot el contingut de la URL
wget -r -l 0 http://www.web.cat/

```